# Georges Candilis

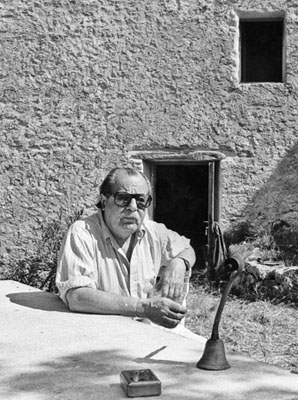
Georges Candilis

Georges Candilis (auch Georgios Kandylis griechisch Γεώργιος Κανδύλης, * 9. April 1913 in Baku; † 10. Mai 1995 in Paris) war ein griechischer Architekt, Stadtplaner und Mitglied des Team 10, einer von 1953 bis 1981 bestehenden Architektengruppe, auch Team X oder Team Ten genannt.

## Leben und Werk
Seite Kindheit verbrachte Candilis in Baku. 1925 zog er mit seiner Familie von Russland nach Athen, wo er an der Technischen Universität Architektur studierte. 1933 besuchte er Veranstaltungen des CIAM in Athen, wo er zum ersten Mal Le Corbusier begegnete. Das Architekturstudium schloss Candilis 1936 in Athen ab. Im Griechisch-Italienischen Krieg kämpfte Candilis auf der Seite Griechenlands, obwohl er Krieg und Gewalt verachtet und sich selbst als Pazifisten bezeichnete. 1945 wechselte er seinen Wohnort nach Paris und arbeitete dort kurzzeitig für den Architekten André Lurcat.
Ab 1946 arbeitete er mit Le Corbusier in Paris zusammen. Für das Büro von Le Corbusier war er ab 1947 der Projektleiter beim Bau der Unité d’Habitation in Marseille. 1951 eröffnete er ein eigenes Büro, zunächst mit Shadrach Woods, dann ab 1954 mit Alexis Josic zu dritt. Das Büro Candilis-Josic-Woods bestand bis 1969. Später (1975) kam ein weiteres Büro in Athen hinzu. Candilis richtete sein Hauptaugenmerk auf den Sozialwohnungsbau sowie den Wohnungsbau im Allgemeinen.
Sein wohl bedeutendstes Gebäude in Deutschland ist das Hauptgebäude der geistes- und sozialwissenschaftlichen Institute der Freien Universität Berlin, das nach einem internationalen Architektenwettbewerb 1963 das, von 1967 bis 1973 ausgeführt wurde.
Die Architektengemeinschaft Candilis-Josic-Woods löste sich gegen Ende der 1960er Jahre auf und Candilis begann an eigenen Projekten zu arbeiten. Ab 1965 konzentrierte sich Candilis auf den Tourismus. Er leitete die Gruppe von Planern, die ab 1965 große Ferienwohnanlagen in der Region Languedoc-Roussillon entwarf. Georges Candilis war verantwortlich für den Bereich Leucate-Barcarès. Im selben Bauprogramm entstanden auch die Bauten von Jean Balladur in La Grande-Motte.
Bekannt sind auch die Möbelentwürfe, die Candilis gemeinsam mit Anja Blomstedt produzierte. In den 1960er Jahren entwarfen sie gemeinsam eine Reihe von Holzmöbeln, die heute als Klassiker gelten.

## Bauten und Projekte (Auswahl)

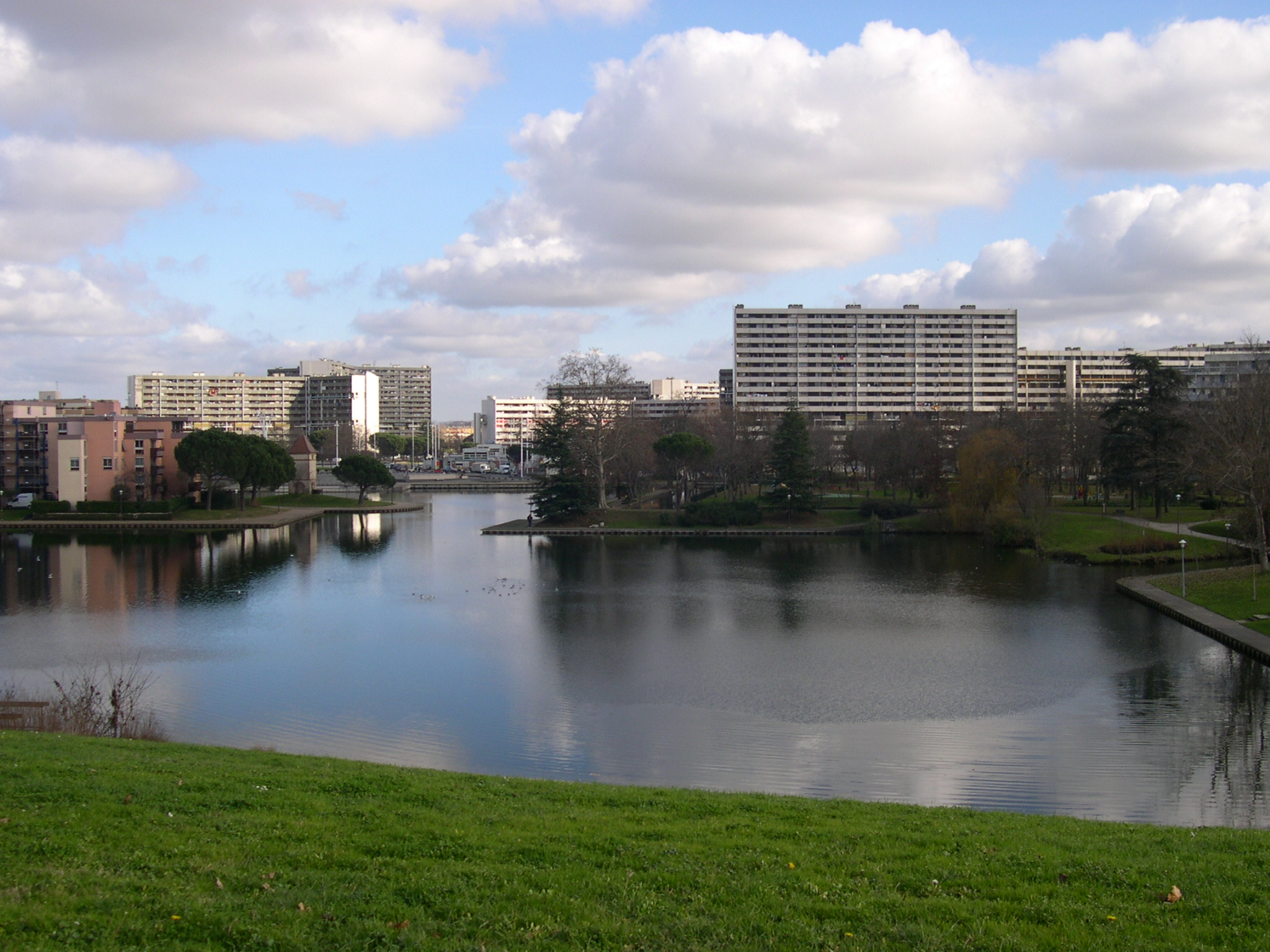
Quartier Mirail in Toulouse

### Als Mitarbeiter von Le Corbusier
- 1947–1952: Unité d’Habitation in Marseille

### Bürogemeinschaft Candilis-Woods
- 1951–1955: Cité Verticale, Casablanca, Marokko (mit Victor Bodiansky)[10][11]

### Als selbständiger Architekt
- 1965–1969: Ferienwohnanlagen in Leucate und Barcarès[12]
- 1966–1975: Wohnsiedlung Le Rû de Vaux,[13] Ezanville, Val-d’Oise (mit Pierre Raoux)[14]
- 1969–1975: Gebäude der Architekturfakultät der Universität Toulouse-Le Mirail (mit Paul Desgrez und Raymond Malebranche)[15]
- 1970–1979: Wohnanlage Residence de France, Le Havre[16] (mit Jacques Lamy)
- 1970er Jahre: Mehrere Wohnanlagen in Saudi-Arabien (in Riad, Dschidda und Dhahran), insgesamt mehr als 2000 Wohnungen[17]
- 1972: Mobiles, modulares, Kunststoffhaus-System Hexacube (mit Anja Blomstedt)[18][19]
- 1974: Collège, Neuilly-sur-Marne[4]
- 1974: Lyzeum, Saint-Martin-d’Hères[4]
- Ferienanlagen in Frankreich sowie in anderen europäischen Ländern
- Bewerbung Athens für die Olympischen Spiele 1996, städtebaulicher Beitrag der auch bei der späteren Bewerbung berücksichtigt wurde.

## Publikation
- Bauen ist Leben – Ein Architekten-Report. Archpaper, Edition Krämer, Stuttgart: Karl Krämer 1978, ISBN 3-7828-0452-X.